# 安托諾夫機場

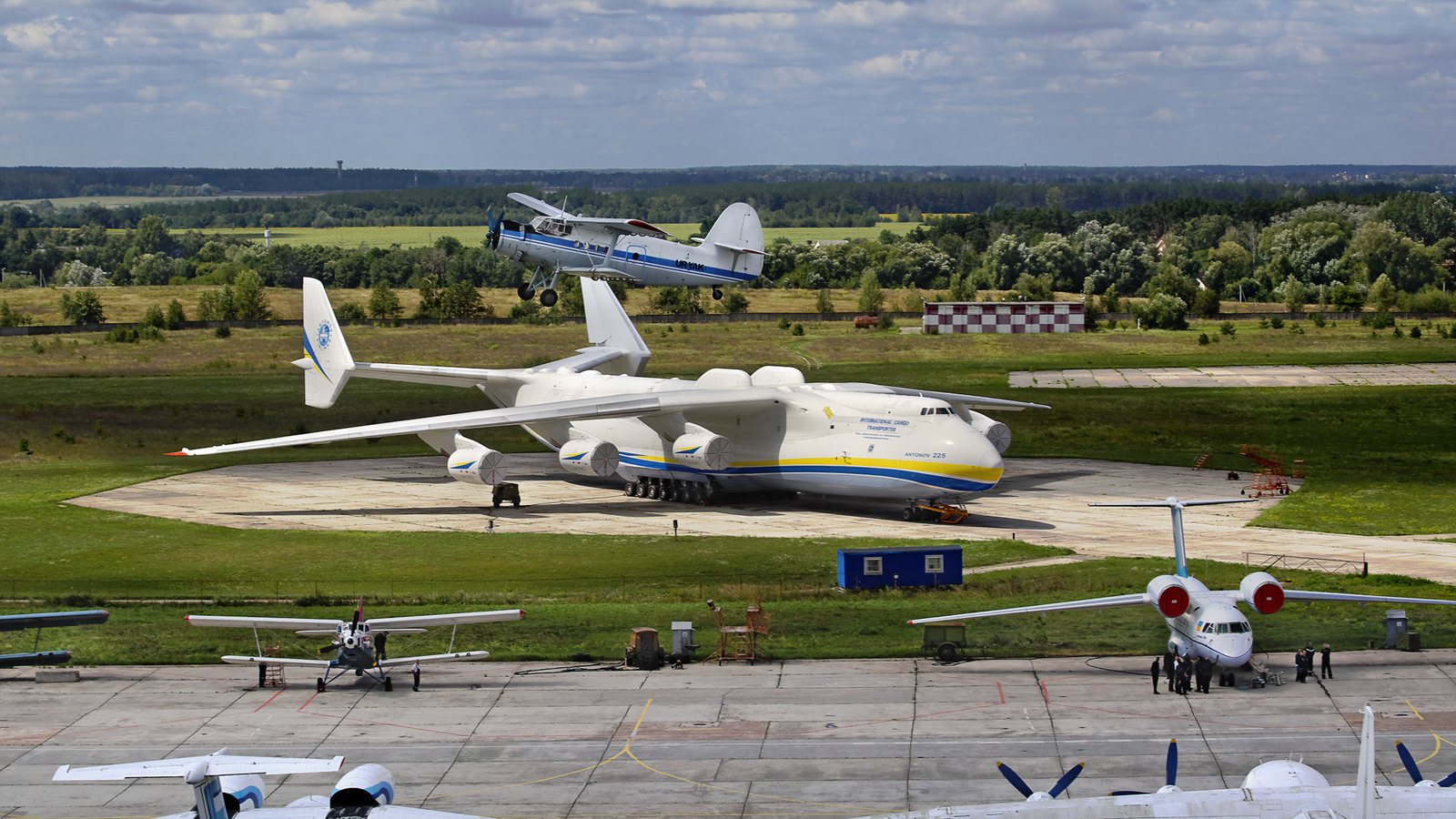
停靠在安托諾夫機場的安-225運輸機

安东诺夫机场（羅馬化：aeroport "Antonov"），又稱霍斯托梅尔机场（羅馬化：aeroport "Hostomel"），是一個位于乌克兰基辅西北郊霍斯托梅爾境內的国际货运机场。安托诺夫机场由安东诺夫公司擁有，並委由子公司安托諾夫航空營運。
1959年落成的安托諾夫機場在前蘇聯時代原本是安托諾夫設計局下屬的最高機密研發單位飛行測試與改良基地（俄语：Летно-испытательная доводочная база），並在蘇聯解體、安托諾夫改制為民用飛機開發與製造公司後，解密成為一般用途。安托諾夫機場除了作為該公司發展新產品時的測試與訓練飛行場地外，也被用於運輸所生產製造的飛機相關產品與零件，並開放給其他航空業者作為貨運據點使用。機場內配置有齊全的飛機檢修設施，其中包括兩座尺碼分別達80×40×28公尺與96×104×40公尺的巨大室內機棚，能容納得下世界上既存的任何飛機，包括安托諾夫航空自家所操作、全球僅有一架、擁有世界最大飛機頭銜的安-225運輸機。這架安-225也是以安托諾夫機場作為其操作基地。
為了便利物資運輸，在機場範圍內設有一座鐵路貨運車站，其月台設置有兩座門式移動吊車，並有高架道連通停機坪，可快速地將剛自貨機上卸下的設施與貨品裝運到鐵路列車上，運往實際目的地。
2022年俄羅斯入侵烏克蘭期间，當地發生了安托諾夫機場爭奪戰。俄军企图在开战时利用空降兵和直升机掩护夺取此机场并空运后续部队对基辅进行突击。然而俄军却在遭受巨大损失后被击退，最终在俄军在地面部队协助下占领该机场时跑道已被乌军多次炮击无法使用，未能实现突袭基辅的战略目标。而停放在此的安-225運輸機也在此战中被摧毀。

## 外部連結
- 安托諾夫機場 （页面存档备份，存于）（安托諾夫公司官方網站）（英文）